# جان آتیلا
جان آتیلا، (به ترکی استانبولی: Can Atila) آهنگساز و نوازنده و نماینده موسیقی عصر جدید ترکیه در عرصه بین‌المللی است. از او به عنوان ونجلیس ترکیه یاد می‌شود.

## زندگی‌نامه
جان آتیلا (متولد ۱۹۶۹، آنکارا)، از پدر و مادری سیاستمدار و مهندس به‌دنیا آمد و در ۱۹۸۰ وارد دانشگاه و هنرستان دولتی حاجت تپه آنکارا شد و در آنجا تحت آموزش نوری چکن و آرگون اوزیوجل که از استاید برجسته موسیقی بودندT قرار گرفت. برای مدتی در مسکو، جایی که پدرش به بخاطر مسائل شغلی ساکن بود، سازهای پیانو و ویولن را به‌صورت تخصصی فرا گرفت. از ۱۹۸۸ به مدت دو سال در گروه ارکستر سمفونیک ریاست جمهوری ترکیه ویولن نواخت. در ۱۹۹۰ پس از به پایان رساندن آموزش لیسانس در زمینهٔ ویولن در هنرستان، شروع به ساختن آهنگ برای فیلمهای سینمایی، مستند، سریال و همچنین نمایشنامه کرد.

در سال ۱۹۹۲ با ارائهٔ اولین آلبوم خود به نام "ناخودآگاه" به‌سرعت مورد توجه قرار گرفت و از سوی یک استعدادیاب انگلیسی کشف شد. در سال ۱۹۹۴ پس از انتشار آلبوم دوم خود "موج چرخهاً در انگلستان، ترکیه و هلند به شمار جوایز موسیقی خود در دههٔ ۹۰ میلادی افزود. در سال ۱۹۹۶ استودیوی موسیقی "POeM" را تأسیس کرد و در برخی مجلات هنری با عنوان موسیقی تجسمی (به انگلیسی: visual music) نوشته‌هایش را منتشر نمود.

در سال ۲۰۰۲ به مناسبت صدمین سال وفات آنتون بروکنر برترین اجرای جهانی سمفونی سنت فلوریان (به انگلیسی: St. Florian) اثر آلفرد اشنیتکه را از طرف ارکستر سمفونیک ریاست جمهوری ترکیه اجرا کرد. در مارس ۲۰۰۵ از طرف تشکیلات خود یعنی گروه کر، ارکستر و باله‌ی آنکارا "سوئیت سمفونیک" را در گرامی‌داشت صابیحا گوکچن، اولین خلبان هواپیمای جنگنده در دنیا و دخترخوانده آتاتورک، اجرا نمود.

از سال ۲۰۰۵ آلبوم‌های سه‌گانه عثمانی به نام‌های "کنیزکان و شبها" (۲۰۰۵)، "۱۴۵۳ – به عشق سلاطین" (۲۰۰۶)، و "عشق خرم" را ارائه کرد. کلیپ "عشق خرم" از طرف شبکهٔ تلویزیونی کرال به‌عنوان کلیپ برگزیدهٔ ۲۰۰۸ انتخاب شد.

در سال ۲۰۰۸، آثاری همچون "هشتصد سال گفتار مولانا با نغمه" و "ندای باله" را تهیه کرد و در همان سال در ضیافتی که رئیس جمهور ترکیه به افتخار ملکه انگلستان، الیزابت دوم ترتیب داده بود، به ارائه کنسرت پرداخت. که در مجلهٔ ترکی زبان موسیقی کلاسیک "آندانته" با عنوان "ارکستر تک‌نفره" تیتر شد

در سال ۲۰۰۹ کمال باشار کارگردان تئاتر از سه‌گانهٔ عثمانی جان آتیلا، "عشق خرم" را برگزید و رقصی برای آن تهیه کرد و در شهر لگینسا واقع در لهستان به روی صحنه برد.

با درخواست ساخت موسیقی برای نودمین سال تأسیس "مجلس ملی کبیر ترکیه" طی دو ماه تلاش، سمفونی "رستاخیز" را ارائه داد. این اثر در ماه می ۲۰۰۹ و با گروه ۳۰۰ نفره اجرا گردید.

## جوایز
- جایزه جشنواره تئاتر آونی دیلّیگیل، ۱۹۹۸[۹]
- «هنرمند سال» از طرف انجمن هنر Getto 2002
- برنده جایزه تئاتر Afife، موفق ترن موسیقی صحنه سال ۲۰۰۴، خرّم غیررسمی
- انتخاب «شیرها» به عنوان بهترین موسیقی صحنه در سال ۲۰۰۷
- انتخاب «عشق خرم» از سوی شبکهٔ کرال به عنوان کلیپ برتر سال ۲۰۰۸

## آلبوم‌ها
- عصر طلایی
- عشق خرم
- به عشق سلاطین – ۱۴۵۳
- کنیزکان و شبها
- کنکورد (هلند)
- OMNI (هلند)
- زنده (کنسرت آلبوم هلند)
- افسانه‌ها
- حماسه نیروهای ملی (موسیقی صحنه)
- آلباتروس (موسیقی فیلم)
- آتاتورک (موسیقی فیلم)
- خیابان (هلند)
- موج چرخها (ترکیه – انگلیس – هلند)
- ناخوداگاه
- ارتباط با مولانا
- Hi-story

## بازی، سریال، فیلم و موسیقی فیلم مستند
- بانوان فرخنده
- اوضاع خانهٔ ما
- بن‌بست شاشی‌فلک
- وصیت
- کودکان مرموز
- آناتومی یک مرد
- نمرود عرش خدایان
- بم تلی
- خرّم غیررسمی
- سلیمان و دیگران
- زمین آهن، آسمان مس
- سر به هوا